# Городская библиотека Эрвина Сабо

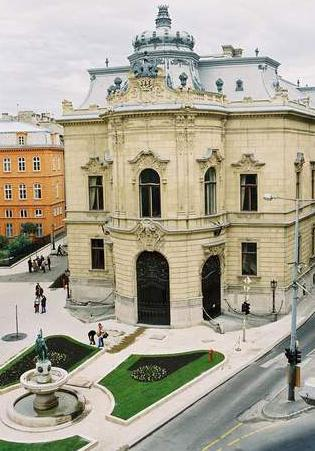
Фасад дворца Венкхеймов, главного здания библиотеки

Городская библиотека Эрвина Сабо — крупнейшая публичная сеть библиотек Будапешта. Главное здание библиотеки расположено в районе Йожефварош неподалёку от станции метро Кальвин тер на площади Эрвина Сабо (Szabó Ervin tér).
Библиотека основана в 1904 году. В 1927 году библиотеке под размещение был выделен дворец семьи Венкхейм (Wenckheim), памятник архитектуры XIX века в Йожефвароше. После 4-летней реконструкции дворца в 1931 году библиотека была открыта в новом здании. По мере роста библиотечного фонда площади дворца перестали вмещать весь фонд, ко дворцу Венкхейм было пристроено несколько современных зданий, которые составили с историческим зданием единый комплекс. Кроме главного здания в библиотечную сеть городской библиотеки входит около 50 небольших библиотек, расположенных в самых разных районах Будапешта.
В Йожефвароше расположено большое количество учебных заведений, включая факультеты Будапештского университета, университета Земмельвайса, протестантского университета Гаспара Кароли, католического университета Петера Пазманя и ряда других. Главное здание библиотеки активно используется студентами этих учебных заведений, они составляют более половины всех посетителей.
Библиотека названа в честь Эрвина Сабо, венгерского социал-демократического деятеля, который был первым директором библиотеки. В 2010 году правые политики предлагали переименовать библиотеку, считая Сабо «коммунистическим идеологом» и «тоталитарным левым интеллектуалом»; однако в защиту имеющегося названия выступил целый ряд видных деятелей культуры и искусства Венгрии, и имя Эрвина Сабо в названии библиотеки было сохранено.
При создании в 1904 году каталог библиотеки насчитывал 33 000 книг. На конец 2010 года библиотека насчитывала в коллекции 3 217 759 документов, в том числе 2 372 540 книг и периодических изданий, 6 437 карт, 53 389 музыкальных партитур, 147 861 аудиоматериал.
Корпус главного здания библиотеки, с богато украшенными историческими залами, доступен для посещения туристами Архивная копия от 6 февраля 2022 на Wayback Machine, без оформления читательского абонемента. 